# 巴羅克 (巴爾區)
48°51′2″N 27°40′57″E / 48.85056°N 27.68250°E
巴羅克（烏克蘭語：Барок），是烏克蘭的村落，位於該國西南部文尼察州，由日梅林卡區負責管轄，面積0.93平方公里，海拔高度249米，2001年人口118，人口密度每平方公里8.94人。